# Tomáš Antonín Kunz
Tomáš Antonín Kunz, také Thomas Anton Kunz, Kunze nebo Kuntz (21. prosince 1756 Praha – ? 1830 tamtéž), byl český hudební skladatel a vynálezce.

## Život
Od mládí se věnoval hudbě. Jeho učiteli byli varhaník Josef Prokop a benediktinský mnich Johannes Mathias Zeyer. Na Karlově univerzitě vystudoval práva a filozofii, do které tehdy patřily i přírodní vědy. Zabýval se zejména matematikou a fyzikou. Experimentoval s různými typy hudebních nástrojů a v roce 1791 zdokonalil smyčcový klavír tím, že se mu podařilo snížit hlučnost rotační mechaniky rozechvívající struny. Další zdokonalení pak provedl v roce 1799.
V téže době pracoval na dalším hudebním nástroji, který nazýval klaviorganon, nebo také orchestrion (nemá nic společného s orchestriony pozdější doby). Tento nástroj byl kombinací klavíru a varhan. Nástroj měl 230 strun a 360 píšťal, využitelných ve sto pěti různých kombinacích a byl opatřen válcem, umožňujícím plynulé změny hlasitosti. Měl dvě klávesnice, každou s 65 klávesami (v rozsahu F´-a´´´) a pedálovou část s 25 klávesami (C-c´´). Horní klávesnicí byla ovládána klavírní část a spodní klávesnicí systém píšťal. Na každou z klávesnic bylo možno hrát samostatně, ale bylo možné obě klávesnice spojovat v různých kombinacích. Nástroj podle jeho návrhu postavili v letech 1796–1798 v Praze stavitelé klavíru Johann a Thomas Still.

## Dílo
Jako skladatel je znám zejména svými operami König Wenzel (1778) a Die Bezauberten (1779). Obě opery byly uvedeny v pražském Thunově divadle (dnes součást komplexu budov Poslanecké sněmovny). Z kantáty Pygmalion (1781) se dochoval pouze klavírní výtah, který v moderní době instrumentoval a uvedl na koncertní pódia Erwin Schulhoff. Kunz je rovněž autorem řady vokálních a instrumentálních skladeb.
Jeho dílem trvalé hodnoty je unikátní sbírka českých a německých písní a tanců zapsaných již v 18. století na českém území, Böhmische Nationalgesänge und Tänze, vydaná nejprve v roce 1799 v Lipsku a v rozšířené podobě v roce 1807 v Praze. Faksimile této sbírky vydal v roce 1996 Etnologický ústav Akademie věd České republiky.